# 진해비행장
진해비행장(鎭海飛行場, IATA:CHF, ICAO:RKPE)은 경상남도 기존 진해시  현재 통합창원특례시 진해구 덕산동에 있는 비행장이다.
이 공항은 한때 대한항공에 의해 민군 공용 비행장으로 운영되었다. 지금은 군용으로만 사용되게 되면서 대한민국 해군에 관할권이 넘겨져 있다. 이 비행장이 경상남도 진해시 덕산비행장이라 불리던 시기에 있던 1949년 4월 15일에 대한민국 해병대가 창설되었다.
진해시 진해비행장은 현재 군헬기가 많이 이용하여 진해이동택지 부근에 있는 진해주민은 소음에 시달리고있다.
진해비행장은 현재 예정된 가덕도신공항보다 활주로가 많다.
1970년까지는 대한항공의 취항으로 김포국제공항행 노선이 존재했다.

## 고도제한 완화 문제
현재 진해 비행장 주변 지역의 고도 제한은 최고 1.7m로, 이때문에 1층짜리 건물 밖에 지을 수 없는 상황이다. 하지만 고도제한 규제완화와 관련된 사안은 현재 오리무중인 상태이다.

## 같이 보기
- 김해국제공항
- 대한민국 해군
- 대한민국 해군사관학교